# 六英里格羅夫鎮區 (明尼蘇達州斯威夫特縣)
六英里格羅夫鎮區（英語：Six Mile Grove Township）是位於美國明尼蘇達州斯威夫特縣的一個行政鎮區。

## 歷史
六英里格羅夫鎮區於186年成立，因該地有一樹林位處縣治本森six英里（9.7）而得名。

## 地方資料
六英里格羅夫鎮區的面積為93.07平方千米，當中陸地面積為92.46平方千米，而水域面積為0.57平方千米。根據2020年美國人口普查的數據，當地共有人口152人，而人口密度為每平方千米1.63人。